# Prevosto (forze dell'ordine francesi)
Un prevosto è un soldato della Gendarmerie nationale distaccato presso unità militari francesi in operazioni all'estero.
Il prevosto ha quindi lo status di officier de police judiciaire des forces armées (OPJFA), distinto da quello di ufficiale di polizia giudiziaria che esercita tale funzione sotto il controllo del procuratore della Repubblica o presso il tribunale di grande istanza di Parigi.